# Ḥisbah
La ḥisbah (in arabo حسبة‎?, in italiano: verifica) è la dottrina della religione islamica di mantenere tutto in ordine all'interno delle leggi di Allah.
Questa dottrina è basata sull'espressione del Corano «giova di ciò che è buono e proibisci ciò che è sbagliato» (sūra III:āyāt 110 e 114).

## Dottrina
La dottrina è caratterizzata dai seguenti aspetti principali.
- Obbligatorietà per ogni musulmano, in quanto funzione religiosa.
- Obbligatorietà che una comunità statuale controlli che i suoi sudditi osservino la ḥisbah e la Shari'a.
- In un senso più ampio, la ḥisbah riguarda anche la pratica del controllo in campo commerciale, corporativo e dei contratti di compravendita. Tradizionalmente un muḥtasib era nominato dal Califfo o da un'autorità provinciale da lui nominata, per garantire il corretto e onesto ordine commerciale, calmierando i prezzi delle corporazioni di arti e mestieri (sinf, tawa'if) e sorvegliando la correttezza dei pesi e delle misure, la libera circolazione di uomini e merci, l'eccessivo sfruttamento dei lavoratori, i maltrattamenti degli alunni più giovani nelle scuole e la corretta condotta morale all'interno dei mercati, dei centri commerciali o delle strutture mediche. Deve inoltre garantire l'agibilità degli edifici che incombano sulle aree destinate al commercio, ordinando l'abbattimento o il restauro degli edifici pericolanti.[1]

La posizione del muḥtasib può essere approssimativamente considerata come quella di un "ispettore" dell'annona e - come il censore romano - della moralità pubblica.